# Otdel de Labinsk

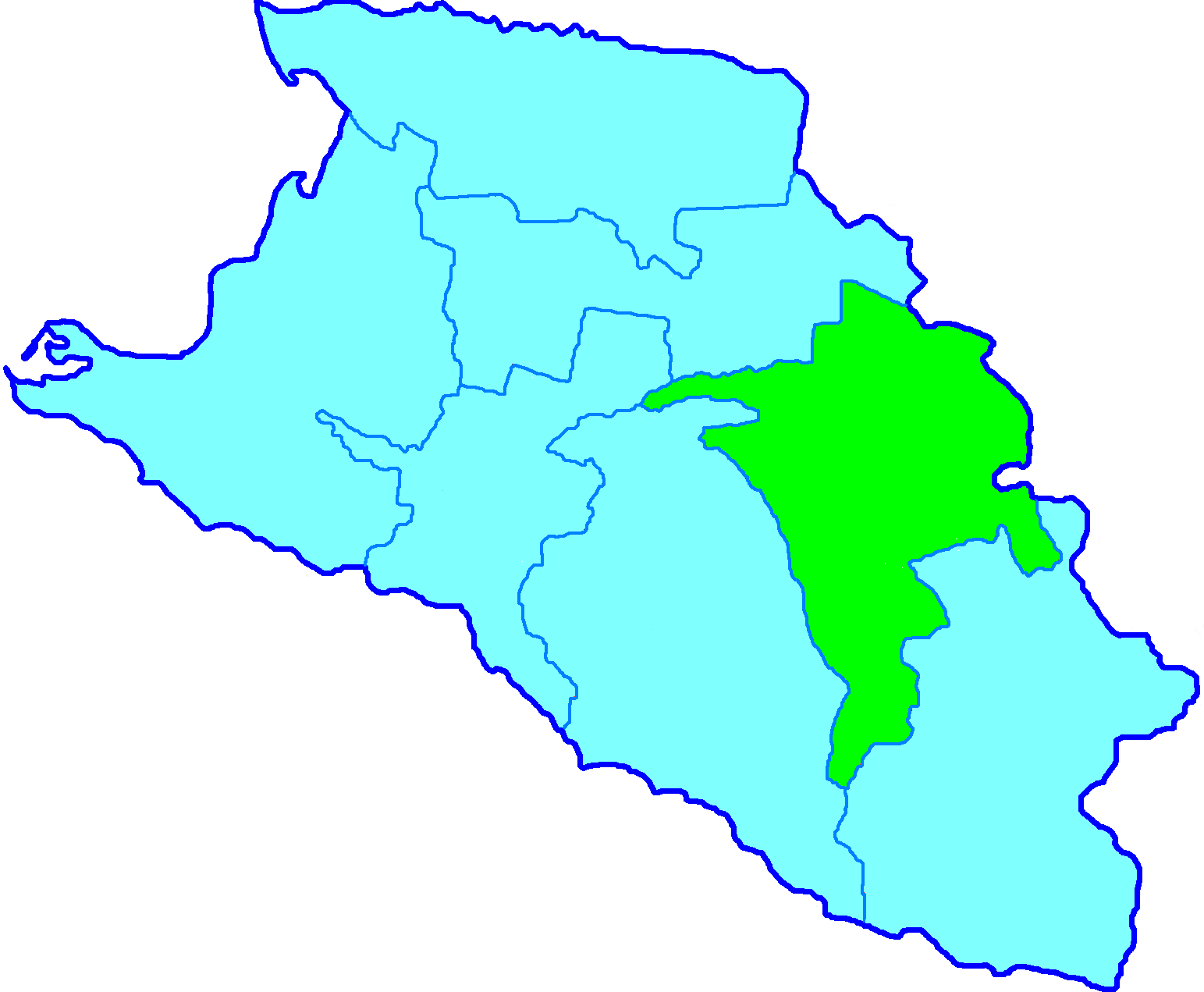
Localización del otdel de Labinsk en el óblast de Kubán.

El otdel de Labinsk (del ruso: Лабинский отдел) u otdel de Armavir (Армавирский отдел) fue una división administrativa territorial del óblast de Kubán del Imperio ruso y del óblast de Kubán-Mar Negro de la República Socialista Federativa Soviética de Rusia dentro de la Unión de Repúblicas Socialistas Soviéticas.
Ocupaba una parte en la sección oriental del óblast, fronterizo con la gubernia de Stávropol. Sería parte de los actuales raiones de Gulkévichi, Novokubansk, Kurganinsk, Labinsk y Uspénskoye del krai de Krasnodar, y parte de los raiones de Novoaleksándrovsk, Izobilni y Shpaka del krai de Stávropol. Tenía una superficie de 9 137 verstas cuadradas. En 1897 tenía 305 711 habitantes.

## Historia
El otdel fue formado en 1888 dentro de la composición del óblast de Kubán, con centro en Armavir de partes del Otdel de Batalpashinskaya, del Otdel de Kavkázskaya y del Otdel de Maikop. Con el establecimiento del poder soviético en el Kubán en marzo de 1920, pasa a formar parte del óblast de Kubán-Mar Negro. El 12 de noviembre pasa a denominarse otdel de Armavir. El 2 de junio de 1924 se disolvió el óblast de Kubán-Mar Negro y parte de él pasa al krai del Sudeste.

## División administrativa
El 26 de enero de 1923 contaba con 38 vólost.
1. Armavir,
2. Barsukóvskaya,
3. Belomechétskaya,
4. Beskórbnaya,
5. Balajónovskoye,
6. Bratkovo-Opochinovskaya,
7. Velikokniazheskoye,
8. Vladímirskaya,
9. Voznesénskaya,
10. Grigoripoliskaya,
11. Ivánovskaya,
12. Kamennobrodskaya,
13. Karamurzinskaya,
14. Kazmisnkaya,
15. Konokovo,
16. Novokubansk,
17. Konstantínovskaya,
18. Kurgáninsk,
19. Kurgokovski,
20. Labinsk,
21. Nevinnommysk,
22. Nikoláyevskaya,
23. Novoaleksándrovsk,
24. Novomijáilovskoye,
25. Novotroitskaya,
26. Otvazhnaya,
27. Otrádnaya,
28. Prochnokópskaya,
29. Rozhdestvenskaya,
30. Spokoinaya,
31. Staromijáilovskaya,
32. Ubezhenskaya,
33. Udobnaya,
34. Upornaya,
35. Uspénskoye,
36. Urupskaya,
37. Montes del Urup,
38. Chamlykskaya.